# Bibliothek der Kommunistischen Internationale
Die Bibliothek der Kommunistischen Internationale war eine deutschsprachige kommunistische Schriftenreihe, deren Bände im Verlag der Kommunistischen Internationale in Hamburg (Auslieferungsstelle für Deutschland: Carl Hoym Nachf. Louis Cahnbley, Hamburg) sowie Petrograd, Verlag der Kommunistischen Internationale, Anfang der 1920er Jahre erschienen (1920–1923).
Im Verlag der Kommunistischen Internationale (Petrograd, Hamburg) war 1921 auch der Almanach des Verlages der Kommunistischen Internationale erschienen (Carl Hoym Nachf. Louis Cahnbley 1921). Der Almanach enthält zahlreiche Beiträge der maßgeblichen Mitglieder der 1919 gegründeten Vereinigung, darunter von Bucharin, Lenin, Sinowjew, Trotzki, Karl Radek, Rosa Luxemburg, Karl Liebknecht, Upton Sinclair, Eugen Varga und John Reed, ergänzt mit Abbildungen russischer Revolutionsplakate sowie Abbildungen nach Zeichnungen von George Grosz und einem Holzschnitt von Käthe Kollwitz.
Die folgende Übersicht zu den Bänden der Bibliothek der Kommunistischen Internationale erhebt keinen Anspruch auf Aktualität oder Vollständigkeit.

## Übersicht
- I. Manifest, Richtlinien, Beschlüsse des ersten Kongresses. Aufrufe und offene Schreiben des Exekutivkomitees bis zum zweiten Kongress.
- II. Die kapitalistische Welt und die kommunistische Internationale. Manifest des Zweiten Kongress der Kommunistischen Internationale.
- III. Leitsätze und Statuten der Kommunistischen Internationale. Beschlossen vom II. Kongress.
- IV. Leo Trotzki, Terrorismus und Kommunismus. Anti-Kautsky.
- V. Karl Radek, Theorie und Praxis der 2 1/2 Internationale.*
- VI. W. Newski und S. Rawitsch, Arbeiter- und Bauernuniversitäten in Sowjetrussland.  Digitalisat
- VII. Der I. Kongress der Kommunistischen Internationale. Protokoll der Verhandlungen.
- VIII. Eugen Varga, Die wirtschaftlichen Probleme der proletarischen Diktatur.
- IX. N. Lenin, Der Imperialismus als jüngste Etappe des Kapitalismus.
- X. A. Losowski, Der internationale Rat der Fach- und Industrieverbände (Moskau gegen Amsterdam).
- XI. Karl Radek, Die auswärtige Politik Sowjet-Russland.
- XII. W. P. Miljutin, Die Organisation der Volkswirtschaft in Sowjet-Russland.
- XIII. Bucharin, N. und E. Preobraschensky, Das ABC des Kommunismus*
- XIV. S. I. Gussew, Die Lehren des Bürgerkrieges.
- XVI. J. Larin und L. Kritzmann, Wirtschaftsleben und wirtschaftlicher Aufbau in Sowjetrussland 1917–1920.
- XVII. M. Tomski, Abhandlungen über die Gewerkschaftsbewegung in Russland.
- XVIII. Karl Radek, Der Weg der Kommunistischen Internationale.
- XIX. G. Sinowjew, Die Kämpfe der Kommunistischen Internationale.
- XX. Thesen und Resolutionen des III. Weltkongresses der Kommunistischen Internationale.
- XXI. Berichte zum Zweiten Kongress der Kommunistischen Internationale (Moskau, 22. Juni bis 12. Juli 1921)
- XXII. Der zweite Kongress der Kommunistischen Internationale. Protokoll der Verhandlungen. Petrograd, 1921.
- XXIII. Protokoll des III. Kongresses der Kommunistischen Internationale.
- XXIV. Leo Trotzki, Die neue Etappe. Die Weltlage und unsere Aufgaben.
- XXV. E. Varga, Die Krise der kapitalistischen Weltwirtschaft. 2. verb. u. umgearb. Aufl.
- XXVI. G. Sinowjew, Die Taktik der Kommunistischen Internationale. Rückblick auf die Arbeit des III. Weltkongresses der Kommunistischen Internationale.
- XXVII. Die Taktik der Kommunistischen Internationale gegen die Offensive des Kapitals. Bericht über die Konferenz der erweiterten Exekutive der Kommunistischen Internationale, Moskau, vom 24. Februar bis 4. März 1922
- XXX. Leo Trotzki, Die Fragen der Arbeiterbewegung in Frankreich und die Kommunistische Internationale. Zwei Reden.
- XXXV. Die Kommunistische Internationale auf dem Vormarsch / G. Sinowjew
- XXXVII. Bericht über den 4. Kongress der Kommunistischen Internationale: Petrograd-Moskau vom 5. Nov. bis 5. Dez. 1922